# Đô ngự sử
Đô Ngự Sử là chức quan được đặt ra từ thời nhà Lê mà cụ thể là từ thời của Lê Thánh Tông. Đây là chức quan chuyên trách và cao nhất trong Ngự Sử Đài.
Ngự Sử Đài là cơ quan có đặc quyền được hặc tấu tất cả mọi việc, có ý nghĩa can gián những việc được xem là không đúng hoặc chưa tốt của vua và quan lại.
Ở thời nhà Lê chia ra Tả Đô Ngự Sử và phụ giúp (hay chắc chắn là người được chỉ định thay thế Tả Đô Ngự Sử) là chức Hữu Đô Ngự Sử.
Ngoài ra trong Ngự Sử Đài còn có các chức quan khác như Phó Đô Ngự Sự (Ngô Sĩ Liên cũng đã từng giữ chức này), Ngự Sử,...
Đến thời nhà Nguyễn tên gọi của Ngự Sử Đài được thay đổi bằng Đô Sát Viện song quyền hạn và chức vụ không thay đổi.